# Динс, Боб
Роберт Джонс «Боб» Динс (англ. Robert Jones "Bob" Deans; 19 февраля 1884 — 30 сентября 1908) — новозеландский регбист, выступавший на позиции центрового за команду региона Кентербери; участник турне «Ориджинал Олл Блэкс», прославившийся тем, что в 1905 году в игре против сборной Уэльса он занёс попытку, которую по необъяснимым обстоятельствам судья отказался засчитывать.

## Биография

### Клубная карьера
Боб Динс родился 19 февраля 1884 года в Крайстчерче в семье, чьи предки одними из первых прибыли из Европы в Новую Зеландию и поселились в Кентербери — одной из них была бабушка Боба, Джейн Динс, уроженка шотландского Эршира (1823—1911). Свою регбийную карьеру Динс провёл в Кентербери, дебютировав за командую провинции в возрасте 19 лет. До этого он выступал за команду средней мужской школы Крайстчерча в 1898—1901 годах, среди её учеников был одним из лучших спортсменов; позже стал игроком команды выпускников школы. К 1908 году сыграл 25 матчей за команду Кентербери, в 1904 году оспаривал титул обладателя Щита Рэнфёрли против «Веллингтона», но потерпел с командой неудачу. В том же 1904 году сыграл матч за объединённую команду Кентербери, Южного Кентербери и Западного Побережья против британской сборной (поражение 3:5).

### Карьера в сборной
22 июля 1905 года Динс дебютировал в сборной Новой Зеландии матчем против объединённой команды провинций Отаго и Саутленда в Данидине в возрасте 21 года и 153 дней. Всего в его активе были 24 игры (5 официальных тест-матчей и 19 неофициальных встреч), в которых Динс набрал 63 очка (9 в официальных и 54 в неофициальных матчах). 21 матч с участием Динса прошёл в рамках турне «Ориджинал Олл Блэкс», среди которых были матчи против Шотландии, Ирландии, Англии и Уэльса (дебютный — 25 июля 1908 года против шотландцев). В 21 встрече Динс занёс 20 попыток, две из которых пришлись на игру против Ирландии, завершившуюся победой «Олл Блэкс» со счётом 15:0. Среди все игроков «Ориджинал Олл Блэкс» Динс был самым молодым.
16 декабря 1905 года состоялся скандально известный матч Уэльс — Новая Зеландия, в котором новозеландцы потерпели первое и единственное за всю серию матчей поражение со счётом 0:3. В одном из ключевых эпизодов Билли Уоллес прорвал оборону валлийцев и передал мяч Динсу. Когда последнего уже захватывал валлийский защитник, Боб сумел приземлить мяч в зачётной зоне валлийцев минимум на расстоянии 15 см от зачётной линии аккурат между штангами ворот. Однако судивший игру шотландец Джон Даллас не увидел этого момента, а когда ворота попали в его поле зрения, мяч убрали — по словам валлийского игрока, мяч поставили аккурат перед линией зачётной зоны. Судья решил, что мяч не был приземлён в зачётной зоне, и назначил схватку. Решение об отмене судьёй попытки и последующей реализации возмутило Динса, который даже отправил в британскую газету телеграмму, уверяя, что занёс мяч по всем правилам.
Последнюю игру за сборную Динс провёл 25 июля 1908 года против британских «Львов», пропустив турне по Австралии в 1907 году. Игра против «Львов» прошла в Окленде и завершилась победой 29:0 новозеландцев, Динс занёс попытку.

### Стиль игры
При своём росте 183 см и весе 85 кг Боб Динс считался невероятно крупным по габаритам регбийным защитником той эпохи. Согласно официальным фотографам команды, по комплекции Боб Динс был схож с лучшим нападающим «Ориджиналс» Чарли Силингом. В плане скорости игры и движения Динс превосходил пяти-восьмых Джимми Хантера и Билли Стеда, став ключевым игроком защиты новозеландской команды.

### Смерть и память
30 сентября 1908 года 24-летний Боб Динс скоропостижно скончался, не перенеся последствий проведённой операции по удалению аппендикса. Это произошло спустя три месяца после его последнего матча. Даже на смертном одре Динс уверял, что в той самой игре против Уэльса он чисто занёс ту злополучную попытку.
Боб Динс, как и многие другие регбисты «Ориджиналс», стали героями романа «Книга славы» (англ. The Book of Fame) авторства Ллойда Джонса.

### Личная жизнь
Среди своих одноклубников, друзей по сборной и коллег Динс считался образцом честности и целостности: он не курил, не пил и был набожным человеком, ходя в церковь каждое воскресенье. Билли Уоллес отзывался о нём как о человеке с «щедрой натурой».
Внучатые племянники Боба Динса — Брюс и Робби — также стали известными регбистами в Новой Зеландии. Брюс участвовал в 1988 году в матче против Уэльса на стадионе «Ланкастер Парк» и занёс попытку, которая помогла новозеландцам победить со счётом 52:3 — пресса усмотрела в этом торжество исторической справедливости за случившееся почти 80 лет назад недоразумение. Робби сделал успешную тренерскую карьеру, поработав на посту тренера «Крусейдерс», в штабе новозеландской сборной и во главе австралийской. Внучатая племянница — сестра Робби и Брюса — вышла замуж за капитана «Олл Блэкс» и будущего председателя Регби Новой Зеландии Джока Хоббса.